# Alex Lee
Alex Lee, född 16 mars 1970 i Bristol, är en brittisk gitarrist och klaviaturspelare. Han ersatte Neil Codling i Suede 2002. Dessförinnan hade han dock vid flera tillfällen spelat live med bandet.

## Fotnoter
1. ↑  Discogs, Discogs artist-ID: 532833, läst: 9 oktober 2017.[källa från Wikidata]